# 브뤼셀
브뤼셀 수도 지역(프랑스어: Région de Bruxelles-Capitale, 네덜란드어: Brussels Hoofdstedelijk Gewest), 줄여서 브뤼셀(프랑스어: Bruxelles, 네덜란드어: Brussel 브뤼설[*], 영어: Brussels 브러설즈[*], 문화어: 브류쎌)은 벨기에의 (사실상의) 수도이다. 벨기에의 한복판에 위치한 정치, 경제, 문화, 교통의 중심지이며, 유럽 연합(EU) 본부가 위치해 사실상 유럽 연합의 수도이다.
브뤼셀은 벨기에를 구성하는 세 지역(플란데런·왈롱·브뤼셀) 중 하나이다. 면적은 161.4 km2, 인구는 1,125,728명(2010년 12월 31일 기준)이다.
브뤼셀의 현 시장은 이방 마이외르이다.

## 역사
브뤼셀은 10세기 무렵 카롤루스 대제의 후손이 숲에 세운 작은 도시에서 출발하여 현재는 인구 약 110만명이 모인 벨기에 최대의 도시화 지역이다.
1695년 프랑스의 루이 14세가 영국과 네덜란드의 프랑스 해협에 공격에 대해 복수하는 목적으로 브뤼셀을 포격하였다. 이로 인하여, 4000척의 주택과 시내의 중심지가 파괴되었다. 그랑 플라스도 큰 피해를 입었지만, 5년 만에 재건되었다.
1830년 벨기에의 독립과 함께, 벨기에의 수도가 되었다. 후에 벨기에가 아프리카 벨기에령 콩고(현 콩고 민주 공화국)를 건설하면서, 그곳으로부터 수많은 보물이 들어와 인구가 늘어났고 도시가 번영하였다.

## 지방 자치체
브뤼셀은 19개 지방 자치체로 구성되어 있다.
|                       | 프랑스어 이름                             | 네덜란드어 이름                              |  |
| --------------------- | ----------------------------------------- | -------------------------------------------- |  |
| Anderlecht            | 앙되를레크트(Anderlecht)                  | 안데를레흐트(Anderlecht)                     |  |
| Auderghem             | 오데르겜(Auderghem)                       | 아우데르험(Oudergem)                         |  |
| Berchem-Sainte-Agathe | 베르켐생타가트(Berchem-Sainte-Agathe)     | 신트아하타베르험(Sint-Agatha-Berchem)        |  |
| 브뤼셀시              | 브뤼셀빌(Bruxelles-Ville)                 | 스타트브뤼설(Stad Brussel)                   |  |
| Etterbeek             | 에퇴르베크(Etterbeek)                     | 에테르베이크(Etterbeek)                      |  |
| Evere                 | 에베르(Evere)                             | 에베러(Evere)                                |  |
| Forest, Belgium       | 포레(Forest)                              | 포르스트(Vorst)                              |  |
| Ganshoren             | 간소뢴(Ganshoren)                         | 한스호런(Ganshoren)                          |  |
| Ixelles               | 익셀(Ixelles)                             | 엘세너(Elsene)                               |  |
| Jette                 | 제트(Jette)                               | 예터(Jette)                                  |  |
| Koekelberg            | 쿠쾰베르그(Koekelberg)                    | 쿠켈베르흐(Koekelberg)                       |  |
| Molenbeek-Saint-Jean  | 몰뢴베크생장(Molenbeek-Saint-Jean)        | 신트얀스몰렌베이크(Sint-Jans-Molenbeek)      |  |
| Saint-Gilles, Belgium | 생질(Saint-Gilles)                        | 신트힐리스(Sint-Gillis)                      |  |
| Saint-Josse-ten-Noode | 생조스텐노드(Saint-Josse-ten-Noode)       | 신트요스트텐노더(Sint-Joost-ten-Node)        |  |
| Schaerbeek            | 스카르베크(Schaerbeek)                    | 스하르베이크(Schaarbeek)                     |  |
| Uccle                 | 위클(Uccle)                               | 위컬(Ukkel)                                  |  |
| Watermael-Boitsfort   | 우아테르말부아포르(Watermael-Boitsfort)   | 바테르말보스보르더(Watermaal-Bosvoorde)      |  |
| Woluwe-Saint-Lambert  | 우올뤼우에생랑베르(Woluwe-Saint-Lambert]] | 신트람브레흐츠볼뤼어(Sint-Lambrechts-Woluwe) |  |
| Woluwe-Saint-Pierre   | 우올뤼우에생피에르(Woluwe-Saint-Pierre)   | 신트피터르스볼뤼어(Sint-Pieters-Woluwe)      |  |

## 언어와 주민

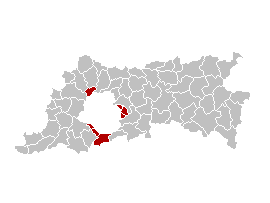
브뤼셀 인근의 비슷한 언어 사용 지역

브뤼셀은 역사적으로 네덜란드어를 쓰는 플란데런 지역에 속했으며 현재 브뤼셀을 둘러싼 지역도 플란데런 지역이지만, 19세기부터 20세기 사이에 왈롱 지역에서 프랑스어를 사용하는 인구가 대거 유입돼 현재는 인구의 다수가 프랑스어를 쓰는 프랑스어 우위 지역이다. 법적으로 브뤼셀은 프랑스어와 네덜란드어가 모두 공용어로 지정된 이중 언어 지역이며, 모든 거리의 표지판이나 각종 공공기관의 명칭은 두 가지 언어로 표기된다.
브뤼셀과 왈롱 지역 사이의 신트헤네시위스로더(Sint-Genesius-Rode)나 그 밖의 브뤼셀 인근의 위성 도시인 링케베이크(Linkebeek), 드로헨보스(Drogenbos), 크라이넘(Kraainem) 등은 플란데런 지역이지만, 브뤼셀처럼 프랑스어 사용자나 이중 언어 사용자가 훨씬 많다.
인구의 대부분은 플란데런계, 왈롱계이지만, 최근에는 터키, 모로코 등 이슬람권 국가 출신 이민자의 숫자가 급증하고 있다. 벨기에의 옛 식민지였던 콩고 민주 공화국에서 온 이민자들도 살고 있다.

## 기후
| 브뤼셀 (1991년~2020년)의 기후 | 브뤼셀 (1991년~2020년)의 기후 | 브뤼셀 (1991년~2020년)의 기후 | 브뤼셀 (1991년~2020년)의 기후 | 브뤼셀 (1991년~2020년)의 기후 | 브뤼셀 (1991년~2020년)의 기후 | 브뤼셀 (1991년~2020년)의 기후 | 브뤼셀 (1991년~2020년)의 기후 | 브뤼셀 (1991년~2020년)의 기후 | 브뤼셀 (1991년~2020년)의 기후 | 브뤼셀 (1991년~2020년)의 기후 | 브뤼셀 (1991년~2020년)의 기후 | 브뤼셀 (1991년~2020년)의 기후 | 브뤼셀 (1991년~2020년)의 기후 |
| 월                            | 1월                           | 2월                           | 3월                           | 4월                           | 5월                           | 6월                           | 7월                           | 8월                           | 9월                           | 10월                          | 11월                          | 12월                          | 연간                          |
| ----------------------------- | ----------------------------- | ----------------------------- | ----------------------------- | ----------------------------- | ----------------------------- | ----------------------------- | ----------------------------- | ----------------------------- | ----------------------------- | ----------------------------- | ----------------------------- | ----------------------------- | ----------------------------- |
| 역대 최고 기온 °C (°F)        | 15.3 (59.5)                   | 20.0 (68.0)                   | 24.2 (75.6)                   | 28.7 (83.7)                   | 34.1 (93.4)                   | 38.8 (101.8)                  | 39.7 (103.5)                  | 36.5 (97.7)                   | 34.9 (94.8)                   | 27.8 (82.0)                   | 20.6 (69.1)                   | 16.7 (62.1)                   | 39.7 (103.5)                  |
| 일평균 최고 기온 °C (°F)      | 6.1 (43.0)                    | 7.1 (44.8)                    | 10.9 (51.6)                   | 15.0 (59.0)                   | 18.4 (65.1)                   | 21.2 (70.2)                   | 23.2 (73.8)                   | 23.0 (73.4)                   | 19.5 (67.1)                   | 14.9 (58.8)                   | 9.9 (49.8)                    | 6.6 (43.9)                    | 14.7 (58.4)                   |
| 일일 평균 기온 °C (°F)        | 3.7 (38.7)                    | 4.2 (39.6)                    | 7.1 (44.8)                    | 10.4 (50.7)                   | 13.9 (57.0)                   | 16.7 (62.1)                   | 18.7 (65.7)                   | 18.4 (65.1)                   | 15.2 (59.4)                   | 11.3 (52.3)                   | 7.2 (45.0)                    | 4.3 (39.7)                    | 10.9 (51.7)                   |
| 일평균 최저 기온 °C (°F)      | 1.4 (34.5)                    | 1.5 (34.7)                    | 3.5 (38.3)                    | 6.0 (42.8)                    | 9.2 (48.6)                    | 12.0 (53.6)                   | 14.1 (57.4)                   | 13.9 (57.0)                   | 11.3 (52.3)                   | 8.1 (46.6)                    | 4.6 (40.3)                    | 2.1 (35.8)                    | 7.3 (45.2)                    |
| 역대 최저 기온 °C (°F)        | −21.1 (−6.0)                  | −18.3 (−0.9)                  | −13.6 (7.5)                   | −5.7 (21.7)                   | −2.2 (28.0)                   | 0.3 (32.5)                    | 4.4 (39.9)                    | 3.9 (39.0)                    | 0.0 (32.0)                    | −6.8 (19.8)                   | −12.8 (9.0)                   | −17.7 (0.1)                   | −21.1 (−6.0)                  |
| 평균 강수량 mm (인치)         | 75.5 (2.97)                   | 65.1 (2.56)                   | 59.3 (2.33)                   | 46.7 (1.84)                   | 59.7 (2.35)                   | 70.8 (2.79)                   | 76.9 (3.03)                   | 86.5 (3.41)                   | 65.3 (2.57)                   | 67.8 (2.67)                   | 76.2 (3.00)                   | 87.4 (3.44)                   | 837.2 (32.96)                 |
| 평균 강수일수 (≥ 0.1 mm)      | 18.9                          | 16.9                          | 15.7                          | 13.1                          | 14.7                          | 14.1                          | 14.3                          | 14.3                          | 14.1                          | 16.1                          | 18.3                          | 19.4                          | 189.9                         |
| 평균 강설일수                 | 3.8                           | 4.9                           | 2.7                           | 0.6                           | 0.0                           | 0.0                           | 0.0                           | 0.0                           | 0.0                           | 0.1                           | 1.2                           | 3.7                           | 17                            |
| 평균 상대 습도 (%)            | 84.1                          | 80.6                          | 74.8                          | 69.2                          | 70.2                          | 71.3                          | 71.5                          | 72.4                          | 76.8                          | 81.5                          | 85.1                          | 86.6                          | 77.0                          |
| 평균 월간 일조시간            | 59.1                          | 72.9                          | 125.8                         | 171.3                         | 198.3                         | 199.3                         | 203.2                         | 192.4                         | 154.4                         | 112.6                         | 65.8                          | 48.6                          | 1,603.7                       |
| 출처: 벨기에 왕립 기상연구소  |                               |                               |                               |                               |                               |                               |                               |                               |                               |                               |                               |                               |                               |

## 브뤼셀에 있는 주요 국제기구
- 유럽연합 (EU)
- 북대서양 조약 기구(NATO)
- 서유럽 연합(WEU)
- 베네룩스 경제 연합
- 코임브라 그룹 (유럽의 선도 대학들의 네트워크)
- 세계관세기구(WCO)

## 자매 도시
- 터키 아크히사르
- 미국 애틀랜타
- 중국 베이징시
- 독일 베를린
- 네덜란드 브레다
- 우크라이나 키이우
- 콩고 민주 공화국 킨샤사
- 슬로베니아 류블랴나
- 중국 마카오
- 스페인 마드리드
- 캐나다 몬트리올
- 러시아 모스크바
- 체코 프라하
- 불가리아 소피아
- 알바니아 티라나
- 미국 워싱턴 D.C.

## 같이 보기
- 브뤼셀시